# Grafenmühlenweg 18–20

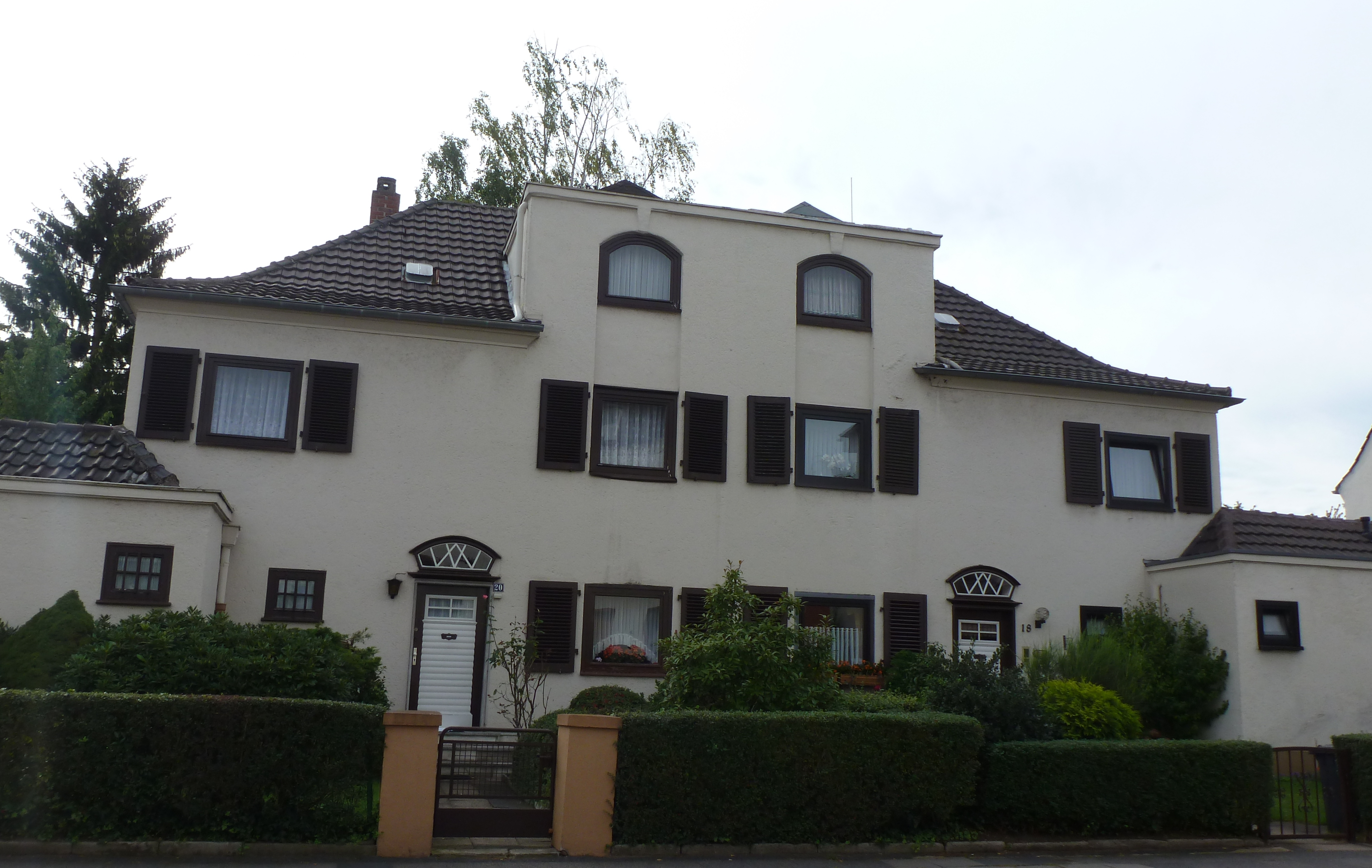
Grafenmühlenweg 18–20

Das Gebäude Grafenmühlenweg 18–20 im Kölner Stadtteil Dellbrück ist ein denkmalgeschütztes Doppelwohnhaus.

## Beschreibung
Das 1921 nach Plänen des Kölner Architekten Wilhelm Riphahn errichtete Gebäude hat zwei Geschosse und eine dreiachsig-gespiegelte, nahezu dekorlose Fassade. Als Vertreter der Architekturbewegung des Neuen Bauens verfügt es nur über einzelne Dekorelemente, die zugunsten einer ästhetischen Verteilung der Baumasse sparsam eingesetzt wurden.
Die Dekorelemente der Fassade sind eine mit Schlussstein versehene Flachnische, mit der die beiden Bogenfenster des Giebelgeschosses mit den darunterliegenden Fenstern zusammenfasst werden, sowie Fensterläden im Erd- und Obergeschoss. Die Haustüren weisen Sprossenfenster auf und sind mit Oberlichtern versehen und sind damit die einzigen Elemente der Fassade, die an traditionelle Dekorformen erinnern.
Der Baukörper vermittelt zusammen mit den beiden ähnlich angelegten Nachbargebäuden Grafenmühlenweg 22–24 und 26–28 einen rhythmischen Eindruck, der durch die Verteilung der Baumasse erreicht wird. Die ersten Achsen weisen abgesehen vom Frontgiebel turmartige Erhöhungen auf, flankiert wird das Gebäude in der dritten Achse durch dem Kernbau vorgesetzte Garagenbauten, sodass der Wechsel von größer und kleiner werdenden Baukuben zu einer Vielfalt von Ansichten des gesamten Ensembles führt. Gemeinsam mit der Zurückhaltung im Dekor gelingt so ein Kompromiss zwischen traditioneller und moderner Bauweise.

## Bedeutung
Nach der Eingemeindung Dellbrücks in das Stadtgebiet Kölns 1914 entstanden um die Hauptverkehrsachse Bergisch Gladbacher Straße eine Reihe von Einfamilien- und Mietshäuser, die auch heute noch das Erscheinungsbild des Stadtteils prägen. Das Ensemble der drei Doppelwohnhäuser im Grafenmühlenweg, das in den 1930er Jahren von ähnlich angelegten Bauten flankiert wurde, prägt hierbei wesentlich diesen Abschnitt der Straße und dokumentiert dadurch den Ausbau des Dorfes Dellbrück zum Wohnvorort Kölns. 
Seit dem 15. Juni 1983 stehen die Gebäude wegen ihrer Bedeutung in künstlerischer wie geschichtlicher Bedeutung für den Stadtteil Dellbrück unter Denkmalschutz (Nummern 1534 und 2685).